# Dysdera neocretica
Dysdera neocretica là một loài nhện trong họ Dysderidae.
Loài này thuộc chi Dysdera. Dysdera neocretica được Christa Deeleman-Reinhold miêu tả năm 1988.